# 范沃特 (俄亥俄州)
范沃特（Van Wert）是美国俄亥俄州范沃特县一个城市和县城，位于俄亥俄州西北部。 2010年人口普查时的人口为10846人。 它是范沃特小都会统计区的主要城市，并被包括在内，属于俄亥俄州的莱马-范沃特-沃帕科内塔联合统计区。 范沃特是以美国独立战争中约翰·安德烈少校的俘虏之一艾萨克·范·沃特（Isaac Van Wart）命名的。 作为牡丹种植中心，范维特自1902年以来主持了一年一度的范沃特牡丹节。范沃特是美国第一个县图书馆布伦巴克图书馆的所在地。 它还拥有一个蓬勃发展的社区艺术中心瓦森堡艺术中心和屡获殊荣的范沃特市民剧院。